# Baía de Santa Clara
Baía de Santa Clara är en vik i Kap Verde.   Den ligger i kommunen Concelho de Santa Catarina, i den södra delen av landet, 27 km väster om huvudstaden Praia.